# ヴィッレ・ディ・フィエンメ
ヴィッレ・ディ・フィエンメ（イタリア語: Ville di Fiemme）は、イタリア共和国トレンティーノ＝アルト・アディジェ州トレント自治県にある、人口約2,600人の基礎自治体（コムーネ）。
2020年1月1日にカラーノ、ダイアーノとヴァレーナが合併して発足した。

## 地理

### 位置・広がり

#### 隣接コムーネ
隣接するコムーネは以下の通り。括弧内のBZはボルツァーノ自治県所属を示す。
- アルディーノ (BZ)
- アンテリーヴォ (BZ)
- カステッロ＝モリーナ・ディ・フィエンメ
- カヴァレーゼ
- ノーヴァ・ポネンテ (BZ)
- テーゼロ
- トローデナ・ネル・パルコ・ナトゥラーレ (BZ)

## 行政

### 分離集落
ヴィッレ・ディ・フィエンメには、以下の分離集落（フラツィオーネ）がある。
- Aguai, Calvello, Carano, Cela, Daiano, Solaiolo, Varena